# Inderlenne
Inderlenne ist ein Ortsteil der Stadt Schmallenberg in Nordrhein-Westfalen.
Der Ort liegt etwa 7 km östlich von Schmallenberg. Benachbarte Orte sind Lengenbeck, Westfeld und Oberkirchen. Durch Inderlenne führt die Landesstraße 640. Am Abzweig zur Kreisstraße 17 mündet der Nesselbach in die Lenne. In der Ortsmitte fließt der Esenbeck in die Lenne. Das Landschaftsschutzgebiet Esenbecktal geht bis an die Häuser von Inderlenne.
Im Jahr 1895 wohnten 55 Einwohner, nach der Eintragung des Handels- und Gewerbeadressbuches der Provinz Westfalen, in dem Ort Inderlenne. Am 1. Januar 1975 wurde Inderlenne mit der Gemeinde Oberkirchen, zu der es bis dahin gehörte, in die Stadt Schmallenberg eingegliedert.